# Luninec
Luninec (in bielorusso Луніне?; in russo Лунине́ц?; in polacco Łuniniec; in lituano Luninecas; in yiddish לונינייץ‎?, Luninitz) è una città della Bielorussia, situata nella regione di Brėst.

## Geografia
Luninec è situata nella regione della Polesia, nella Bielorussia sud-occidentale, a 57,3 km a nord-est di Pinsk, a 225 km ad est di Brėst e a 136 km a sud-est di Baranavičy.

## Storia
Fu menzionata per la prima volta in un documento del 1540. Inclusa all'interno del Granducato di Lituania, faceva parte del Voivodato di Nowogródek. Nel 1793, il villaggio fu annesso all'Impero russo nel corso della seconda spartizione della Polonia. Nel 1888 divenne un importante snodo ferroviario grazie all'arrivo delle linee da Varsavia, Rivne, Vilnius e Homel'; nel 1905 fu costruita una stazione ferroviaria. Łuniniec fu inclusa nei confini della ricostituita Polonia nel 1921, dopo la guerra polacco-sovietica. Era una sede di contea all'interno del Voivodato della Polesia.
In seguito all'invasione congiunta tedesco-sovietica della Polonia, che diede inizio alla seconda guerra mondiale nel settembre 1939, Łuniniec fu occupata dall'Armata Rossa e, il 14 novembre 1939, incorporata nella RSS Bielorussa. Dal 1941 al 1943, 4.000 ebrei furono uccisi in esecuzioni di massa perpetrate da un Einsatzgruppe. Luninec fu occupata dalla Germania nazista dal 10 luglio 1941 al 10 luglio 1944 e amministrata come parte del Generalbezirk Wolhynien und Podolien del Reichskommissariat Ukraine. Dopo il 1944, Luninec rimase parte dell'Unione Sovietica fino al 1991, anno in cui entrò a far parte della Bielorussia indipendente.

## Infrastrutture e trasporti
La principale via d'accesso a Luninec è la M10 che attraversa da est ad ovest tutto il sud della Bielorussia.